# HD 97472
HD 97472，又名CP-70 1336，SAO 256808、HR 4349，是一颗恒星，视星等为6.35，位于銀經295.08，銀緯-10.1，其B1900.0坐标为赤經11h 7m 47.9s，赤緯-70° -10.1′ 34″。